# Фортунато Мария Ерколани
Фортунато Мария Ерколани е никополски епископ през XIX в.

## Биография
Фортунато (Фортуна) Ерколани е роден в Лацио, Италия на 8 май 1775 година. Той става пасионист през 1798 г.
Отец Ерколани наследил епископ Ферери и станал единадесетият никополски епископ. Той бил ръкоположен за епископ във Виена на 17 май 1815 г.
Управлявал епархията до 1822 г., когато бил преместен в Чивита, Южна Италия.
Починал на 27 декември 1847 г.